# Fratello sole, sorella luna
Fratello sole, sorella luna è un film del 1972 diretto da Franco Zeffirelli, liberamente ispirato alla vita e alle opere di san Francesco, dalla sua vocazione all'istituzione della regola francescana. Ha vinto il David di Donatello 1972 come miglior regia a Franco Zeffirelli ed è stato candidato all'Oscar alla migliore scenografia del 1974. 
A marzo 2024, nell'ambito delle iniziative per celebrare il centenario della nascita del regista Zeffirelli, una copia del film, la versione internazionale con le musiche interpretate da Donovan, a differenza di quella italiana con musiche di Riz Ortolani e la voce di Claudio Baglioni, è stata restaurata in 4k e presentata in anteprima al Palazzo del Quirinale, alla presenza del presidente della Repubblica Sergio Mattarella, e il 17 marzo 2024 è stata proiettata in un'unica serata al Teatro della Compagnia di Firenze.

## Trama
Francesco è il viziato e spensierato figlio del ricco mercante Pietro di Bernardone di Assisi e di una donna francese. Partito per la guerra contro Perugia, ritorna a casa malato e cambiato nella personalità, come invasato dall'amore di Dio suscitando scandalo nei concittadini e la furia del padre. Ma quando, durante una messa, fugge per poi gettare dalla finestra di casa tutti i preziosi tessuti del padre per regalarli ai poveri, viene condotto dai genitori davanti al vescovo, perché sia punito.
Francesco allora, dopo essersi pubblicamente denudato, abbandona i genitori, comincia a predicare e si reca a ricostruire con i poveri una chiesetta distrutta. Un suo amico veterano della guerra, Bernardo, convertito dalle sue parole, diventa il suo primo seguace, seguito poi da altri amici e da Chiara, una bella e dolce ragazza amica di Francesco.
Molti giovani seguono il loro esempio e in poco tempo il loro stile di vita diviene molto popolare ad Assisi, tanto che tutti cominciano a seguire la messa di Francesco nella chiesa restaurata (solo i suoi genitori continuano a non andare alla sua messa). Molti appartenenti all'alta borghesia di Assisi protestano contro le azioni di Francesco, "colpevole" di aver spinto i suoi amici a seguirlo invece di tornare dalle proprie famiglie, ma il vescovo si rifiuta di condannarlo, conscio di come il ragazzo stia inspirando la gente a vivere secondo i più sacri valori professati da Cristo. Il rifiuto del vescovo tuttavia non basta a far tacere il malcontento, quindi la chiesa viene incendiata e uno dei seguaci viene ucciso. Sconvolto di fronte a un gesto così irragionevole e crudele, Francesco decide di recarsi a Roma, per conoscere papa Innocenzo III e chiedergli consiglio.
Appena giunti di fronte al Santo Padre, Francesco e i suoi confratelli espongono le proprie ragioni, ma gli alti dignitari presenti all'incontro temono che la Regola presentata dai "Penitenti di Assisi" sia troppo dura e rigida e vogliono mandarli via. Il Papa, dopo un primo momento di sconcerto, intuita la carica morale del giovane e dei suoi seguaci, li benedice, approvando così il loro radicale stile di vita evangelico (che in seguito sarà chiamato Ordine Francescano).

## Produzione
Diverse scene del film vennero girate nel Parco Nazionale dei Monti Sibillini, sui Piani di Castelluccio di Norcia.
Altre scene furono girate nell'Abbazia di Sant'Antimo a Castelnuovo dell'Abate, frazione di Montalcino in provincia di Siena. Altre scene sono state girate sempre in provincia di Siena a San Gimignano, ad esempio quella in cui corre sui tetti.  La scena del denudamento è stata girata a Montalcino, nella Fortezza (chiamata anche Rocca). Alcune sequenze iniziali sono state girate nei boschi intorno a Sticciano, in provincia di Grosseto. Varie scene sono state girate nei vicoli e nel Palazzo dei Consoli di Gubbio. Nelle riprese in san Damiano, sulle colline di Assisi, appare una riproduzione del crocifisso, perché l'originale è custodito nella chiesa di Santa Chiara ad Assisi.
La scena finale, in cui Francesco incontra il Papa, è stata girata nel Duomo di Monreale, in provincia di Palermo.
I costumi del film, ad opera di Danilo Donati, sono conservati dalla Fondazione Cerratelli di San Giuliano Terme e sono stati temporaneamente esposti in varie località italiane ed estere nel 2006 e 2007.
Tre canzoni della colonna sonora sono cantate da Claudio Baglioni (Fratello sole sorella luna/Preghiera semplice/Canzone di San Damiano). Sebbene la colonna sonora sia composta ed eseguita da Riz Ortolani, una delle tre canzoni è su musica di Donovan. La Canzone di san Damiano, cantata da Baglioni, è l'unica a non avere gli strumenti musicali.
Le riprese sono iniziate il 7 febbraio 1971 e si sono protratte per tutta l'estate. Il film è uscito in Italia il 3 marzo 1972. Negli Stati Uniti uscì il 2 dicembre 1972. Il budget del film è stato di circa 3 milioni di dollari.

## Distribuzione

### Edizione home video
Nel 2011 il film è stato restaurato dalla Minerva Rarovideo e messo in vendita in DVD con sottotitoli in inglese nella sezione "Minerva Classic". Il DVD contiene le due versioni del film: versione italiana e versione americana.

## Riconoscimenti
- 1974 – Premio Oscar
  - Candidatura alla miglior scenografia a Lorenzo Mongiardino, Gianni Quaranta e Carmelo Patrono
- 1972 – David di Donatello
  - Miglior regia a Franco Zeffirelli